# Josef Jelínek
Pour les articles homonymes, voir Jelinek.
Josef Jelínek, né le 9 janvier 1941 à Prague (protectorat de Bohême-Moravie) et mort le 29 novembre 2024, est un footballeur tchécoslovaque actif entre 1958 et 1976. Il joue au poste d'ailier droit.